# Lose Control (Let Me Down)
Lose Control (Let Me Down) è un brano musicale interpretato dalla cantante statunitense Keri Hilson, con la collaborazione del rapper Nelly, estratto come quarto singolo dal suo secondo album studio No Boys Allowed del 2010. Il brano è stato prodotto dal duo norvegese Stargate, che ha scritto il brano con Nelly ed Ester Dean. Lose Control è stato reso disponibile per l'airplay radiofonico a partire dal 10 maggio 2011.

## Tracce
CD Single
1. Lose Control (Let Me Down) (Clean) - 3:42
2. Lose Control (Let Me Down) (Instrumental) - 3:39

## Classifiche
| Classifica (2011)                    | Posizione più alta |
| ------------------------------------ | ------------------ |
| Nuova Zelanda                        | 36                 |
| Paesi Bassi                          | 23                 |
| Romania                              | 33                 |
| Slovacchia                           | 84                 |
| US Hot R&B/Hip-Hop Songs (Billboard) | 77                 |